# Hoopstad
Hoopstad este un oraș din provincia Free State, Africa de Sud.